# Лисенко В'ячеслав Григорович
В'ячеслав Григорович Лисенко (17 серпня 1931, село Олександрівка, тепер Корюківського району Чернігівської області) — український радянський партійний діяч, заступник міністра сільського господарства України. Депутат Верховної Ради УРСР 10—11-го скликань.

## Біографія
Народився в родині службовця. У 1955 році закінчив Українську сільськогосподарську академію.
Член КПРС з 1955 року.
У 1955—1956 роках — головний інженер Новобиківської машинно-тракторної станції (МТС) Чернігівської області. У 1956—1958 роках — головний інженер Малодівицької машинно-тракторної станції (МТС) Чернігівської області.
У 1958—1962 роках — директор Більмачівської лукомеліоративної станції Чернігівської області. У 1962—1963 роках — начальник виробничо-технічного відділу спеціалізованого республіканського тресту лукомеліоративних станцій Міністерства водного господарства УРСР.
У 1963—1965 роках — інструктор відділу механізації та електрифікації сільського будівництва ЦК КПУ. У 1965—1969 роках — інструктор сільськогосподарського відділу ЦК КПУ.
У 1969—1970 роках — заступник голови Українського республіканського об'єднання «Укрсільгосптехніка».
У 1970—1972 роках — заступник завідувача сільськогосподарського відділу ЦК КПУ.
У 1972—1977 роках — секретар Кримського обласного комітету КПУ з питань сільського господарства.
21 вересня 1977 — листопад 1985 року — начальник Головного управління по садівництву, виноградарству і виноробній промисловості Української РСР.
11 грудня 1985 — 1991 року — заступник Голови Державного агропромислового комітету Української РСР — начальник Головного управління по кадрах і зовнішніх зв'язках.
До 6 липня 1996 року — заступник міністра сільського господарства і продовольства України.
З 1996 року — на пенсії в Києві. З 1996 року деякий час працював заступником генерального директора об'єднання «Укрсільгоспосвіта».

## Нагороди
- орден Леніна
- орден Жовтневої революції
- орден «Знак Пошани»
- медалі
- заслужений працівник сільського господарства України